# Brigada 9 Mecanizată
Brigada 9 Mecanizată „Mărășești” din Constanța este o brigadă de infanterie mecanizată a Forțelor Terestre Române care s-a constituit la 1 octombrie 2009 pentru a prelua controlul tuturor unităților militare române din Dobrogea. Este continuatoarea tradițiilor și faptelor de arme ale Diviziei 9 Infanterie„Mărășești”. Brigada 9 Mecanizată „Mărășești” este parte a Diviziei 2 Infanterie Getica cu sediul în Buzău.

Divizia 2 Infanterie „Getica” în 2020

## Istorie
La 22 februarie 1879, prin Înaltul Decret cu nr. 373, s-a înființat Divizia 9 Activă. La comanda diviziei a fost numit generalul Gheorghe Angelescu.
A avut prima dată reședința la Tulcea până în 1882 când a fost mutată la Constanța și a primit denumirea de Divizia Activă Dobrogea. În 1903 prin ordinul circular nr. 15 i s-a schimbat denumirea în Divizia 9 Infanterie.
În Primul Război Mondial, Divizia 9 Infanterie a participat la Bătălia de la Mărășești în dispozitivul Armatei a 2-a. În 1917, Divizia 9 Infanterie a apărat sectorul cel mai greu și mai încercat, Mărăști – Mărășești – Oituz.
În al Doilea Război Mondial, a participat la acțiuni militare desfășurate în Crimeea, la luptele pentru eliberarea Transilvaniei, la Oarba de Mureș, Carei și Satu Mare și, ulterior, în Ungaria și Cehoslovacia.
În 1957, la aniversarea a 40 de ani a Bătăliei de la Mărășești, Divizia 9 Infanterie a primit denumirea onorifică „Mărășești”.
Din 1994, continuatoarea tradiției  Diviziei 9 Infanterie Mărășești a fost Corpul 9 Activ. Denumirea a fost schimbată în Comandamentul 9 operațional. În 2004, Comandamentul 9 operațional a fost desființat.
La 1 octombrie 2009, în baza Hotărârii Consiliului Suprem de Apărare al Țării și ordinelor Ministerului Apărării Naționale M.S-24 și M.S-65 a fost constituită în garnizoana Constanța, Murfatlar, Medgidia și Topraisar, Brigada 9 Mecanizată, prin transformarea Comandamentului Brigăzii 1 Logistică Prahova și preluarea unor unități din Dobrogea din componența fostei Brigăzi 34 Infanterie și înființarea unor unități noi.
Din 1 aprilie 2010, Brigada 9 Mecanizată (re)primește denumirea istorică „Mărășești” prin ordinul Ministrului Apărării Naționale din 23 martie 2010.
La 30 iulie 2022, a efectuat o demonstrație de asalt aerian la Baza 57 Aeriană „Mihail Kogălniceanu” împreună cu Divizia 101 Aeropurtată (SUA), ulterior la 21 octombrie 2022 s-a realizat o simulare de război cu Federația Rusă.

## Compoziție

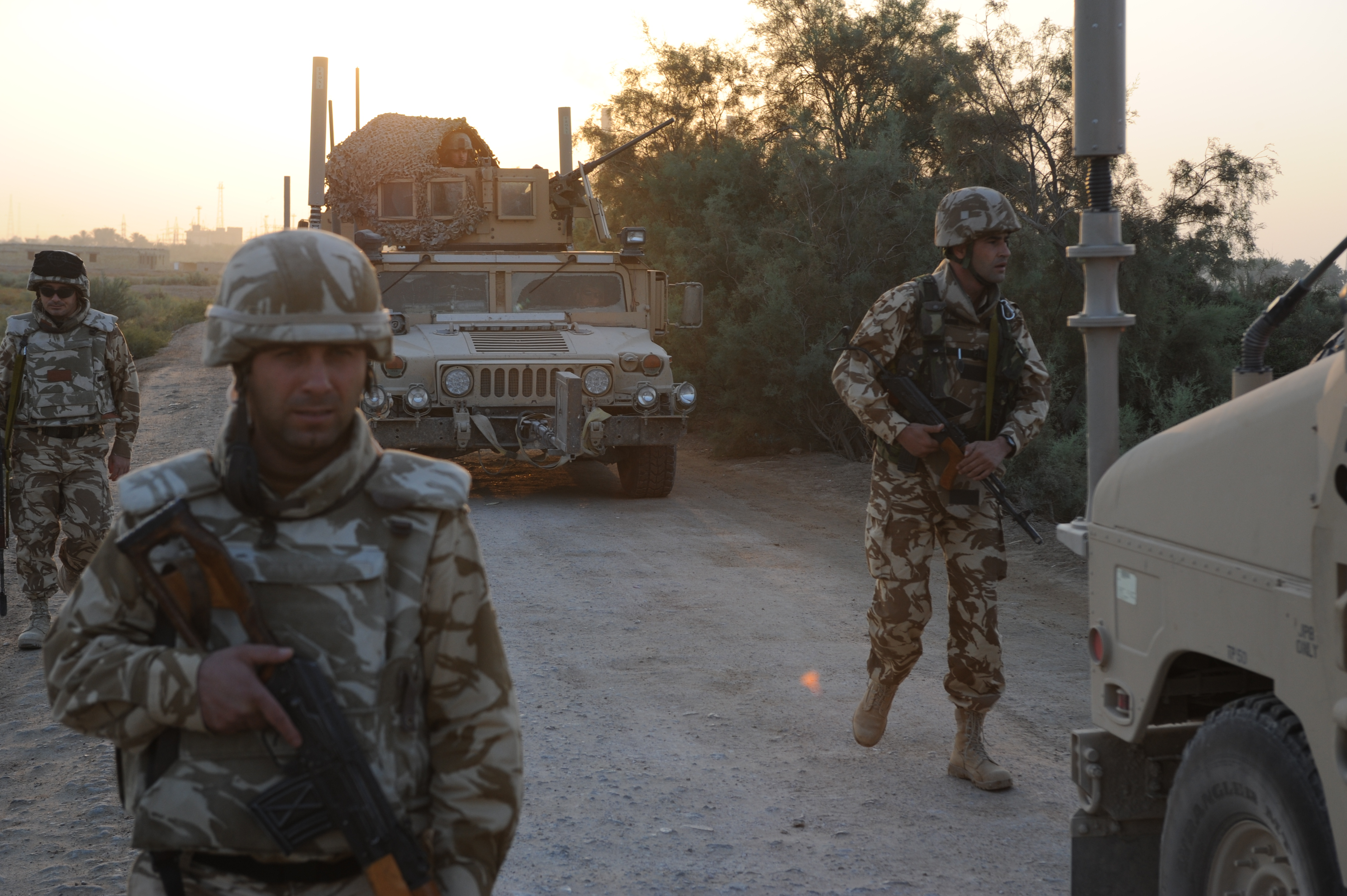
„Rechinii Albi” patrulând în Irak

Din brigadă fac parte batalioane de infanterie și de sprijin logistic, dar și o nouă unitate – Batalionul 912 Tancuri Murfatlar (Basarabi) format în locul fostului Batalion 18 Tancuri.
- Batalionul 341 Infanterie „Rechinii Albi” (Topraisar)[7] - au participat la misiuni în Afganistan[8] sau Irak[9][10]
- Batalionul 348 Apărare AA „Dobrogea” (Murfatlar)[11]
- Batalionul 345 Artilerie „TOMIS” (Medgidia)[12]
- Batalionul 168 Logistic „Pontus Euxinus” (Constanța)[13] (primele 4 batalioane - din 1 octombrie 2009)
- Batalionul 911 Infanterie „Capidava” (Medgidia) - unitate continuatoare a tradițiilor de luptă ale Regimentului 40 Infanterie „Călugăreni”[14]
- Batalionul 912 Tancuri „Scythia Minor” (Murfatlar)[15] Tancuri/autotunuri: T 55[16] și Flakpanzer Gepard[17]

## Comandanți
- 2009-2013 - general de brigadă (r) Vasile Hermeneanu[18].
- 5 dec. 2013 — 26 oct. 2016, general de brigadă dr. Adrian Soci[19]
- general de brigadă Dorin Toma
- 2018 - general de brigadă Florin Marian Barbu[20]
- colonel Alexandru Jugaru (locțiitorul comandantului)[21]
- 2021 - col. Adrian Costaru[22]